# 2 steg från Paradise
2 steg från Paradise es el sexto álbum de estudio del cantante sueco Håkan Hellström, publicado el 13 de octubre de 2010. Fue producido por Hellström en colaboración con Joakim Åhlund. Muchas de las canciones fueron escritas junto con el guitarrista de The Soundtrack of Our Lives, Björn Olsson, quien también produjo el tercer álbum de estudio de Hellström, Ett kolikbarns bekännelser (2005). 

## Composición y grabación
Las canciones del álbum comenzaron a escribirse a fines de 2009, y se grabaron y mezclaron durante el verano de 2010. Hellström dijo en diciembre de 2009 a Aftonbladet que “podría ir al estudio ahora, pero probablemente no lo haga hasta el verano”. El álbum fue grabado en los estudios Cobra y Apmamman en Estocolmo, Suecia.

## Sencillos
El 11 de septiembre se lanzó un sencillo de doble lado A con «Saknade te havs» y «River en vacker dröm» antes del álbum. «River en vacker dröm» originalmente estaba destinada a presentarse solamente en la edición de 2010 del festival de Way Out West. Sin embargo, al acercarse el lanzamiento del álbum, Hellström decidió grabarla también. Un video musical de «Jag vet vilken dy hon varit i» se publicó en el canal de YouTube del músico el 8 de diciembre de 2010, antes de que también se lanzara como sencillo el 15 de diciembre.

## Recepción de la crítica
Alexey Eremenko, escribiendo para AllMusic, declaró que “hay muchas cosas buenas que se pueden encontrar en 2 Steg Från Paradise, pero el resto es relleno, y contribuye a su sensación de música de fondo discreta con destellos ocasionales de pop de genuina calidad”.

## Lista de canciones
Todas las canciones escritas y compuestas por Håkan Hellström y Björn Olsson, excepto donde esta anotado. 
| Edición estándar |                                                              |          |  |
| N.º              | Título                                                       | Duración |  |
| 1.               | «Det här är min tid»                                         | 3:19     |  |
| 2.               | «Saknade te havs» (Hellström, Johan Holmlund, Bastian Pabst) | 3:44     |  |
| 3.               | «Shelley» (Hellström, Johan Forsman)                         | 3:12     |  |
| 4.               | «River en vacker dröm» (Hellström, Forsman)                  | 4:54     |  |
| 5.               | «2 steg från Paradise» (Hellström)                           | 5:49     |  |
| 6.               | «Jag vet vilken dy hon varit i»                              | 3:05     |  |
| 7.               | «Dom där jag kommer från»                                    | 5:35     |  |
| 8.               | «Det dom aldrig nämner» (Hellström)                          | 4:47     |  |
| 9.               | «Vid protesfabrikens stängsel»                               | 3:29     |  |
| 10.              | «Man måste dö några gånger innan man kan leva»               | 4:49     |  |
| 11.              | «Du är snart där» (Hellström, Olsson, Lars-Erik Grimelund)   | 7:20     |  |

## Posicionamiento

### Gráfica semanal
| Gráfica (2010)             | Pico de posición |
| -------------------------- | ---------------- |
| Noruega (VG-lista)         | 4                |
| Suecia (Sverigetopplistan) | 1                |

### Gráficas de fin de año
| Gráfica (2010)             | Pico de posición |
| -------------------------- | ---------------- |
| Suecia (Sverigetopplistan) | 4                |

| Gráfica (2011)             | Pico de posición |
| -------------------------- | ---------------- |
| Suecia (Sverigetopplistan) | 48               |